# Johann Karl Wilhelm Illiger
Johann Karl Wilhelm Illiger (Braunschweig, 1775. november 19. – Berlin, 1813. május 10.) német zoológus és entomológus. Zoológiai szakmunkákban nevének rövidítése: „Illiger”.

## Munkássága
Illiger egy braunschweigi kereskedő fia volt. Tanulmányait Johann Christian Ludwig Hellwig entomológus alatt végezte, később Johann Centurius Hoffmannsegg természettudós állattani gyűjteményét rendszerezte. 1810-ben alapító tagja volt a berlini Természetrajzi Múzeumnak (Museum für Naturkunde); továbbá e múzeum professzora és igazgatója volt, egészen haláláig, 1813-ig.
1811-ben megírta a „Prodromus systematis mammalium et avium” című művét, amelyben átdolgozta a Linné-féle rendszerezést. Illiger nagy mértékben hozzájárult az élőlények családba való tömörítésének az elfogadásához. Kinyomtatta a „Magazin für Insektenkunde” című tudományos lapot, amelyet baráti körben Illiger Magazinjaként ismertek.

## Főbb írásai
- Beschreibung einiger neuer Käfer, in: Schneider's entomologisches Magazin (1794)
- Nachricht von einer in etlichten Gersten- und Haferfeldern um Braunschweig wahrscheinlich durch Insecten verursachten Verheerung, in: Brauschweigisches Magazin 50 (1795)
- Verzeichniß der Käfer Preußens. Entworfen von Johann Gottlieb Kugelann (1798)
- Die Wurmtrocknis des Harzes, in: Braunschweigisches Magazin 49-50 (1798)
- Die Erdmandel, in: Braunschweigisches Magazin 2 (1799)
- Versuch einer systematischen vollständigen Terminologie für das Thierreich und Pflanzenreich (2006)
- Zusätze und Berichte zu Fabricius Systema Eleutheratorus. Magazin fur Insektenkunde 1. viii + 492 pp.(1802)
- Über die südamerikanischen Gürtelthiere, in: Wiedemann's Archiv für die Zoologie (1804)
- Die wilden Pferde in Amerika, in: Braunschweigisches Magazin 7/(1805)
- Nachricht von dem Hornvieh in Paraguay in Südamerika, in: Braunschweigisches Magazin 15-16 (1805)
- Nachlese zu den Bemerkungen, Berichtigungen und Zusätzen zu Fabricii Systema Eleutheratorum Mag. fur Insektenkunde. 6:296-317 (1807)
- Vorschlag zur Aufnahme im Fabricischen Systeme fehlender Käfergattungen. Mag. für Insektenkunde 6:318-350 (1807)
- Prodromus Systematis Mammalium et Avium (1811)
- Überblick der Säugthiere nach ihrer Vertheilung über die Welttheile. Abh. K. Akad. Wiss. Berlin, 1804-1811: 39-159 (1815)

## Johann Karl Wilhelm Illiger által alkotott és/vagy megnevezett taxonok
Az alábbi linkben megnézhető Johann Karl Wilhelm Illiger taxonjainak egy része.

## Fordítás
- Ez a szócikk részben vagy egészben  a   Johann Karl Wilhelm Illiger című angol Wikipédia-szócikk ezen változatának fordításán alapul.  Az eredeti cikk szerkesztőit annak laptörténete sorolja fel. Ez a jelzés csupán a megfogalmazás eredetét és a szerzői jogokat jelzi, nem szolgál a cikkben szereplő információk forrásmegjelöléseként.